# Inhumas
Inhumas – miasto i gmina w Brazylii leżące w stanie Goiás. Gmina zajmuje powierzchnię 615,28 km². Według danych szacunkowych w 2016 roku miasto liczyło 51 932 mieszkańców. Położone jest około 45 km na północny wschód od stolicy stanu, miasta Goiânia, oraz około 200 km na południowy zachód od Brasílii, stolicy kraju. 
Na tym obszarze w dniu 20 września 1858 roku João Antônio da Barra Ramos założył osadę pod nazwą Goiabeiras, ze względu na obfitość gujawy pospolitej w tym regionie (w jęz. port. słowo „Goiabeira” oznacza właśnie ten gatunek). 5 sierpnia 1924 roku zmieniono nazwę miejscowości na Inhumas i podniesiono do statusu gminy. Nowa gmina została utworzona poprzez wyłączenie z terenów z gminy Itaberaí. 
W 2014 roku wśród mieszkańców gminy PKB per capita wynosił 18 129,02 reais brazylijskich.